# Balena amb bec de Gervais
La balena amb bec de Gervais o zífid de Gervais (Mesoplodon europaeus) és una espècie de zífid. És el tipus de cetaci Mesoplodon que queda encallat més sovint a la costa de Nord-amèrica. També se n'han avarat a Sud-amèrica i Àfrica.

## Descripció
Aquesta espècie és bastant gràcil i allargada, en comparació amb altres membres del gènere Mesoplodon. El seu cap és petit i el meló és poc protuberant.
La coloració és gris fosc a la part superior i gris clar a la part inferior. Les femelles poden presentar taques més clares a genitals i al cap, amb un cercle fosc al voltant dels ulls.
Els mascles fan uns 4,5 metres de longitud i les femelles almenys 5,2 metres, probablement pesen més de 1.200 kg.

## Població i distribució
La balena amb bec de Gervais originalment es va observar a les costes d'Anglaterra, però des de llavors s'ha trobat fora d'Irlanda, les Illes Canàries, Àfrica occidental, i l’illa Ascensió. L'agost de 2001, un exemplar va ser trobat fora de São Paulo i recentment, el 4 de maig de 2011, va ser trobat un exemplar encallat en les costes de l’illa de Puerto Rico, el qual tenia aproximadament 5 kg de bosses plàstiques al seu estómac, situació que li va poder causar la mort.
Tot i que se'n coneixien exemplars morts des de mitjans del segle xix, fins a l'any 1998 no se n'havia observat cap de viu. Des de llavors s'ha vist només unes 10 vegades i només en 3 o 4 s'ha pogut fotografiar, per exemple, prop de Lanzarote. o de l'illa de el Hierro (Illes Canàries, Espanya). L'espècie, en canvi, no és migratòria.
No existeixen dades sobre la població de l'espècie, o del seu estat de conservació.
Viuen en grups petits i probablement s'alimenten de sèpies.